# Sertorius luteus
Sertorius luteus är en insektsart som beskrevs av Buckton 1903. Sertorius luteus ingår i släktet Sertorius och familjen hornstritar. Inga underarter finns listade i Catalogue of Life.